# Monastère de Smilovci
Le monastère de Smilovci (en serbe cyrillique : Манастир Смиловци ; en serbe latin : Manastir Smilovci) est un monastère orthodoxe serbe situé à Smilovci, ns la municipalité de Dimitrovgrad et dans le district de Pirot, en Serbie. Il est inscrit sur la liste des monuments culturels protégés de la république de Serbie (identifiant no SK 1054),.
Le monastère est dédié à saint Cyr et à sainte Julitte.

## Présentation
Le monastère est situé sur les pentes du mont Vidlič, à 1 004 m d'altitude.
Selon certaines hypothèses, il aurait été construit au Xe siècle ou au XIe siècle ; en revanche, l'higoumène Arsenije Kuršumnin, qui a écrit la Chronique du monastère, le fait remonter à la fin du XVIIe siècle et affirme qu'il a été fondé par les Aroumains qui vivaient alors aux alentours du village de Smilovci. Le monastère a été endommagé par les Turcs et il est resté en ruine jusqu'en 1839.
En 1839, le maître architecte Nikola de Boljev Dol a construit l'église actuelle sur les fondations de l'ancien édifice détruit ; la même année a été bâti un grand konak pour les besoins de la vie monastique. Après la Première Guerre mondiale et la révolution d'Octobre, en 1925, 40 nonnes russes de Bessarabie sont venues s'installer dans le monastère et, en 1930, elles y ont été remplacées par des moines venus des monastères de Temska et de Divljana.
L'église actuelle est construite en pierres de taille et possède un toit recouvert de plaques de pierre. Elle abrite une iconostase peinte par Jovan Nikolov. Le konak, constitué d'un rez-de-chaussée et d'un étage, dispose d'une cuisine, d'une salle à manger et de sept cellules.